# Fenstersanierung

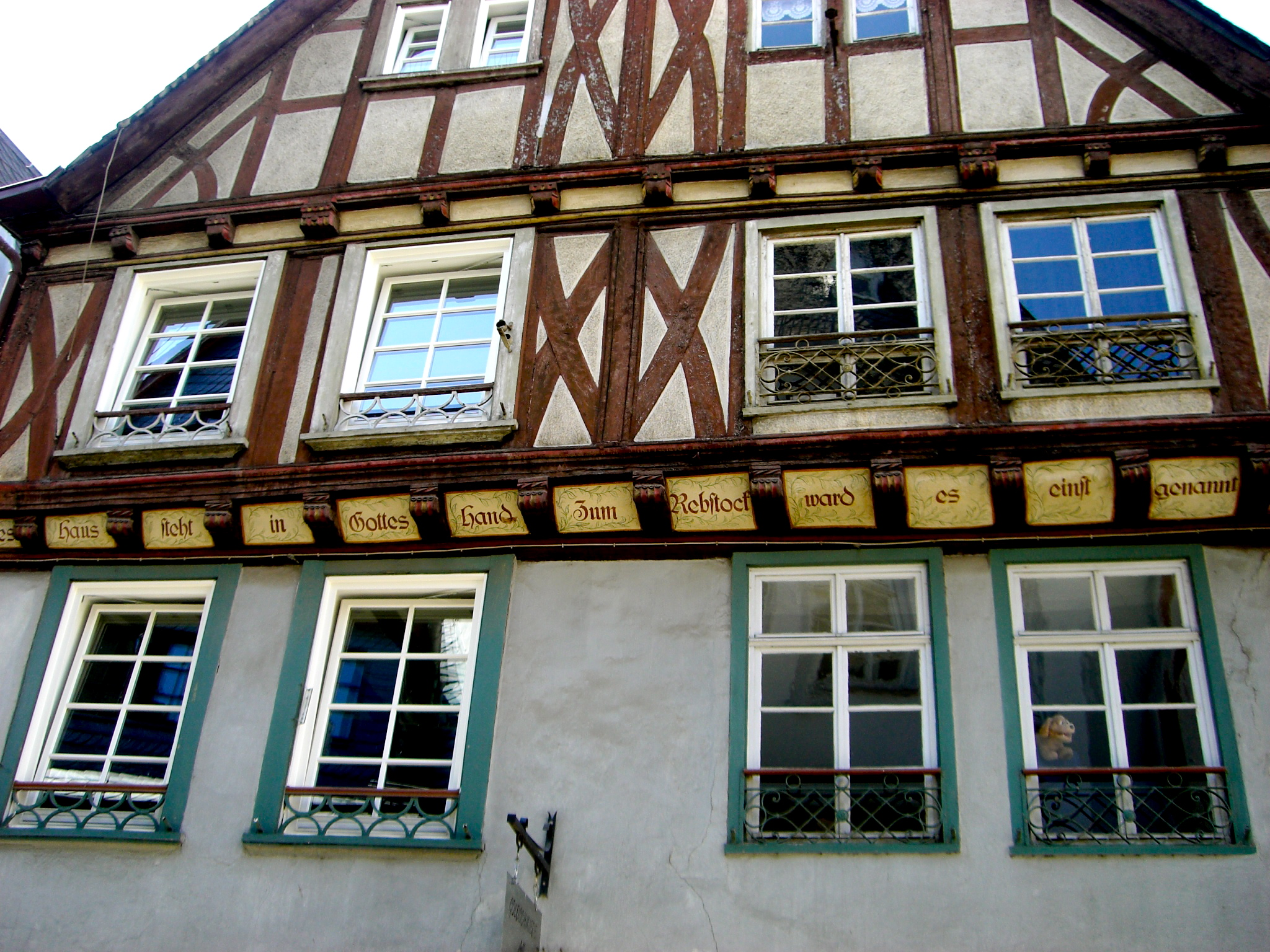
Fensterbestand in einem Baudenkmal. Links: nicht denkmalgerechte Fenstersanierung. (Austausch des historischen Fensterbestandes durch einflügelige, dicht schließende „Einhand-Dreh-Kipp-Fenster“). Rechts: historischer Fensterbestand. (Zwei Flügel mit Oberlicht.)

Der Begriff Fenstersanierung wird heute allgemein verwendet, wenn es um den Austausch, die Modernisierung oder die schreinermäßige Überarbeitung von Fenstern oder Fensterbeständen geht, die heutigen Ansprüchen und Standards hinsichtlich des Wärme- bzw. Schallschutzes und des Komforts nicht mehr entsprechen. Bei einer Fenstersanierung soll die Luftdichtheit verbessert sowie der Wärmedurchgangskoeffizient (Energieverlust) oder die Schallübertragung verringert werden.
Die Maßnahmen der Sanierung können sich dabei auf sämtliche Bauteile des Fensters (also Glas, Rahmen und Bauanschluss) erstrecken. Sie dienen dazu, die bauliche Substanz durch technische und funktionale Veränderungen an moderne Ansprüche anzupassen. Diese Maßnahmen stellen irreversible Eingriffe in die Bausubstanz dar und sind mit dem Denkmalrecht der Bundesländer nicht vereinbar. Fensterbestände, die unter Denkmalschutz stehen, müssen nach den Grundsätzen und Maßstäben der Fensterinstandsetzung erhalten werden.  Die Fenstersanierung ist von der Fensterinstandsetzung zu unterscheiden. Sanierungen im Bestand unterliegen meistens dem aktiven Bestandsschutz. Den Sanierungsmaßnahmen muss eine Bestandsaufnahme vorausgehen.

## Begriffsabgrenzung
Irreversible Eingriffe in die historische Bausubstanz, die der energetischen Sanierung, der Funktionsverbesserung oder einem modernen Nutzungsanspruch dienen, werden heute im allgemeinen Sprachgebrauch als Fenstersanierung bezeichnet. Vor dem Jahr 2000 wurde der Begriff Sanierung noch in der Fachliteratur zur Denkmalpflege verwendet. Heute ist diese Bezeichnung im Rahmen der Denkmalpflege kaum noch gebräuchlich. An ihre Stelle ist die Bezeichnung Fensterinstandsetzung und ihre häufigste praktische Umsetzung, die Fensterrestaurierung getreten. Dieser Bedeutungsverschiebung zufolge sind die meisten Maßnahmen, die heute als Fenstersanierung bezeichnet werden, nicht mehr im Sinne der Denkmalpflege und mit den Grundsätzen des Denkmalschutzes gemäß der Charta von Venedig und des Deutschen Nationalkomitees für Denkmalschutz, sowie mit den Denkmalschutzgesetzen der Bundesländer vereinbar. Fensterinstandsetzung wird heute im Zusammenhang mit Denkmalschutz und Denkmalpflege als der allgemeine Überbegriff für eine Reihe von Maßnahmen der Bestandserhaltung gebraucht. Für Gebäude oder Fassaden, die unter Denkmalschutz stehen, kommt nach den genannten Grundsätzen und Denkmalschutzgesetzen nur die Fensterinstandsetzung in Frage.

## Fenstersanierung im Altbau

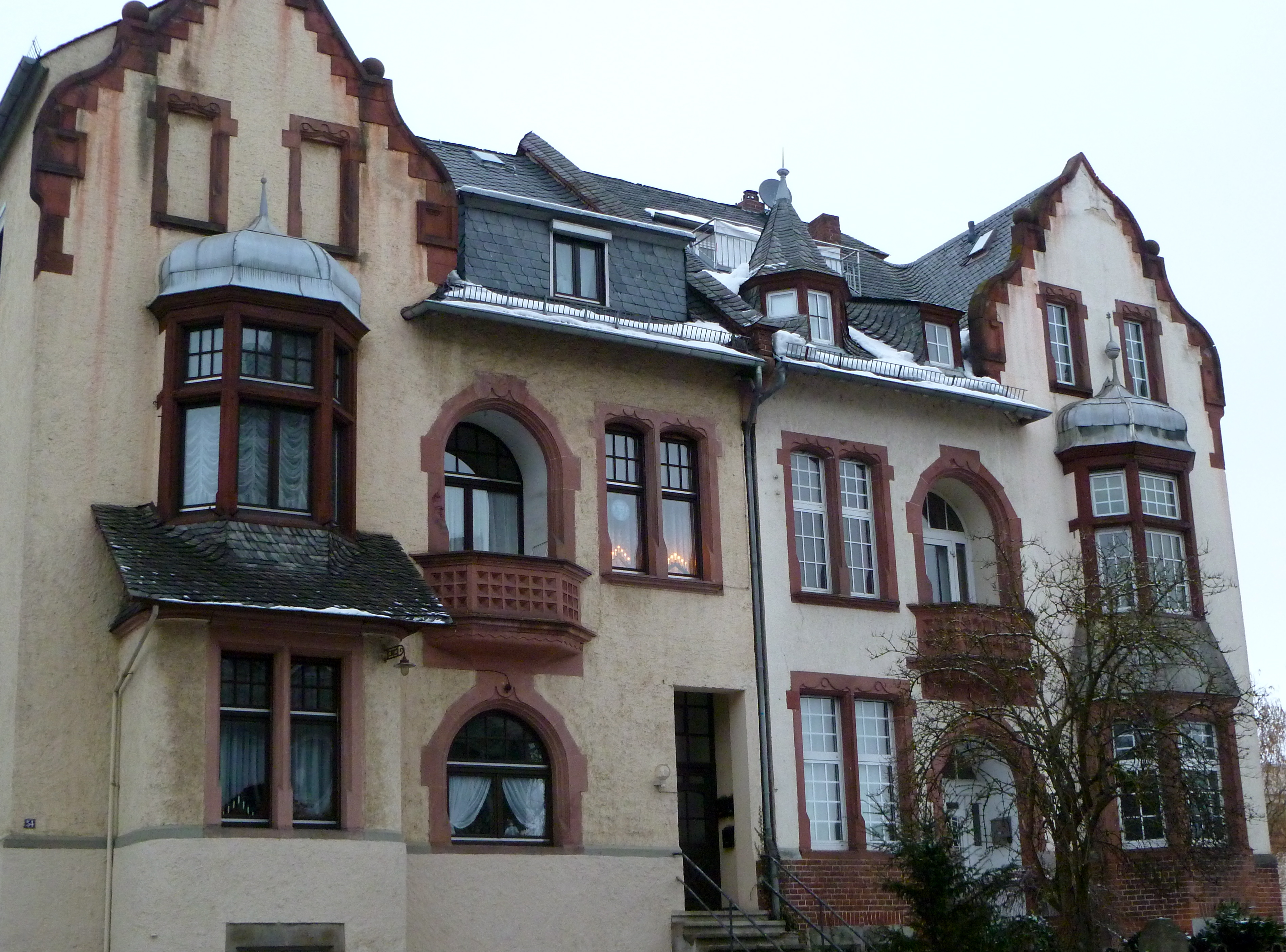
Nicht denkmalgerechte Fenstersanierung in einem unter Denkmalschutz stehenden Altbau.

Um den hohen Wärmeschutzanforderungen, wie sie in Deutschland beispielsweise die Energieeinsparverordnung (EnEV) vorschreibt, gerecht zu werden, müssen neue Fenster eine hohe Luftdichtheit aufweisen, die wiederum durch geeignete Dichtungen sichergestellt wird. Die Wärmeleitfähigkeit von Fenstern im Bestand kann durch verschiedene Maßnahmen gesenkt werden. Dieses Ziel kann z. B. durch spezielle Wärmedämmbeschichtungen auf den Fensterscheiben (beispielsweise Zinnoxid, Silber oder Gold) und einer Gasfüllung im Scheibenzwischenraum erreicht werden. Zur Verbesserung des Schallschutzes können die Fensterscheiben besonders schwer ausgebildet werden. Der Scheibenaufbau kann ebenfalls asymmetrisch ausgebildet und der Scheibenzwischenraum ggf. mit einem schweren Gas (früher beispielsweise Schwefelhexafluorid) gefüllt werden.

### Einbau neuer Fenster im Altbau
Der Austausch älterer Fenster (Einfachfenster mit Normalglas und Kastenfenster) durch moderne Fenster mit niedrigeren U-Werten wirkt sich nicht nur auf den Wärmeschutz aus, sondern beeinflusst in erheblichem Maße den Feuchtehaushalt von Altbauten und Altbauwohnungen. Da Einfachfenster den Feuchtigkeitsgehalt von Räumen als so genannte „Sollkondensatoren“ regulieren, indem sie Schwitzwasser ableiten, kondensiert nach einem Fensteraustausch überschüssige Feuchtigkeit der Raumluft an Außenwänden. Der dadurch verursachte Befall von Schimmel wird erst nach mehreren Monaten sichtbar und stellt ein großes Problem der Altbausanierung dar. Deshalb gilt die Regel, dass der U-Wert von Fenstern nicht niedriger sein darf als derjenige der Außenwände. Um dieser Regel zu entsprechen, wird beim Austausch historischer Fenster darauf hingewiesen, dass gleichzeitig eine Dämmung der Fassade erforderlich ist. Die KfW fördert durch verschiedene Programme diese Art der Fenstersanierung. Der Zentralverband des Deutschen Handwerks weist auf die Problematik von Eingriffen in die bauphysikalischen Gegebenheiten historischer Gebäude hin: „Wenn historische Gebäude den Anforderungen der EnEV entsprechend luftdicht aufgerüstet werden, z. B. durch den Einbau von modernen Isolierglasfenstern und innenseitigen Vorsatzschalen vor den Außenwänden, kann es zu kritischen relativen Raumluftfeuchten von über 50 Prozent in den kalten Wintermonaten kommen. Bei Außenbauteilflächen mit geringem Wärmedurchgangswiderstand, also schlechter Wärmedämmeigenschaft, ist Schimmelpilzbefall die Konsequenz dieser vermeintlichen Energiesparmaßnahme. (…) Das Dilemma der Energieeinsparverordnung in Bezug auf Baudenkmale und erhaltenswerte Bausubstanz ist, dass sie alte Gebäude mit der Philosophie für zeitgemäße, umweltgerechte Neubauten konfrontiert. Für das Baudenkmal jedoch bedeutet die uneingeschränkte Anwendung der modernen Dämmstrategien Risiken und Schäden bis hin zum Totalverlust einzelner Bauteile.“ (Zentralverband des Deutschen Handwerks: Viel Konfliktpotential: Denkmalpflege gegen Klimaschutz.)

### Austausch von historischen Scheiben durch Isolierglasscheiben

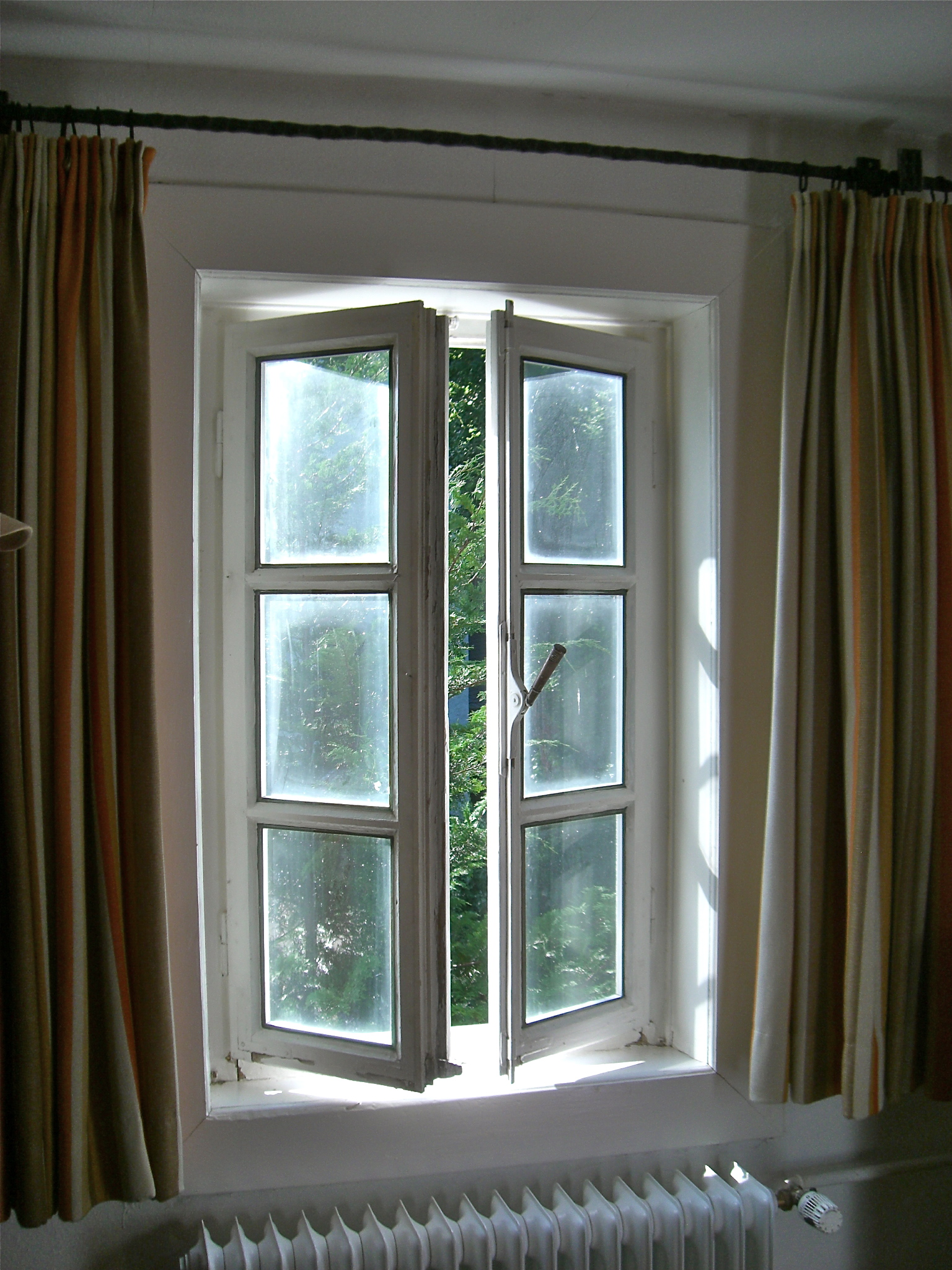
Blind gewordene Isolierscheiben in „saniertem“ historischem Fenster.

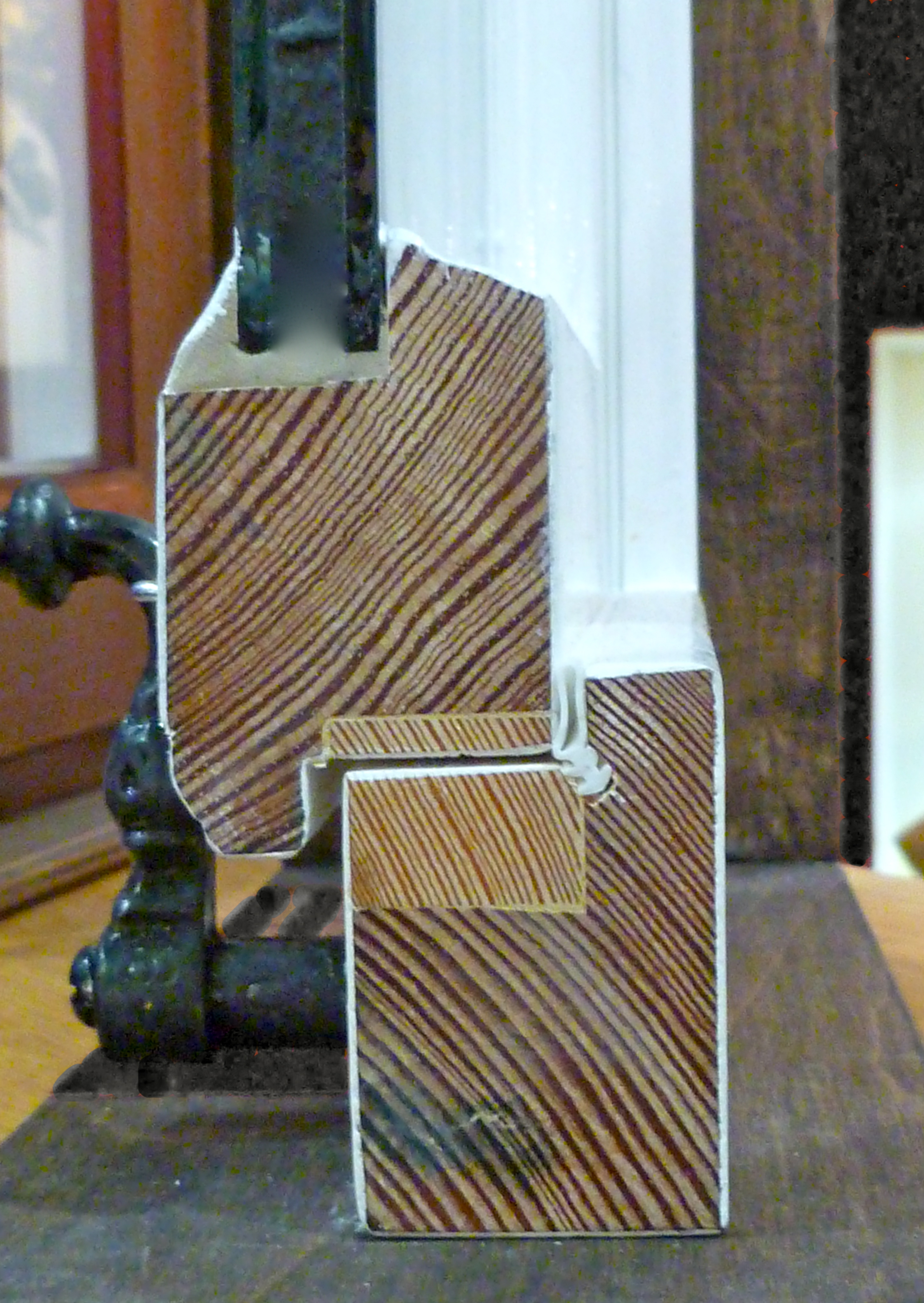
Muster für den Austausch von historischen Scheiben mit Isolierglasscheiben in historischem Fenster.

Mit dem Austausch der Einfachverglasung durch Mehrscheiben-Isolierglas in historischen Fenstern soll eine Energieeinsparung bewirkt werden, ohne das äußere und innere Erscheinungsbild eines Gebäudes zu verändern. Der energetische Nutzen dieses irreversiblen Eingriffs in die Substanz historischer Fenster ist umstritten. Die Maßnahme widerspricht zudem den Grundsätzen der Charta von Venedig und den Denkmalpflegerischen Grundsätzen für die Fenstererhaltung, wie sie die Vereinigung der Landesdenkmalpfleger in der Bundesrepublik Deutschland 1991 formuliert hat.
Isolierglas hat eine begrenzte Lebensdauer. Nach der DIN 18545-1 (Abdichten von Verglasungen mit Dichtstoffen; Anforderungen an Glasfalze) ist eine Leckage der Dichtung zwischen den einzelnen Scheiben zulässig. Verschiedene Faktoren, wie UV-Strahlung, Schwitzwasser, mechanische und thermische Beanspruchungen, aber auch chemische Reaktionen zwischen Fensterkitt und Randverbund der Isolierglasscheiben können diese blind werden lassen. Schäden dieser Art waren der Grund dafür, dass Isolierverglasung von Seiten des Denkmalschutzes skeptisch betrachtet wurde. Die Glasindustrie hat auf die Mängel reagiert und spezielle Verfahren entwickelt, die das Anfallen von Schwitzwasser am Randverbund verhindern soll.
Eine Ausrüstung von historischen Fenstern mit Isolierglasscheiben steht in den meisten Fällen im Widerspruch zur Reversibilität von Eingriffen in die historische Substanz gemäß den Grundsätzen der Denkmalpflege. Auf Isolierglasscheiben wird in Deutschland generell eine Gewährleistung von 5 Jahren (Stand 2011) gegeben. Zum Einbau der Scheiben muss im Allgemeinen der Glasfalz tiefer gefräst werden, da Isolierglasscheiben mindestens 8 mm dick sind. Dieser Eingriff ist im Sinne des Denkmalschutzes irreversibel und schwächt zudem die Tragfähigkeit der Fensterflügel.
Isolierglasscheiben werden üblicherweise durch die Verklebung von zwei wenigstens 4 mm dicken Einzelscheiben mit einem gasgefüllten Zwischenraum von mehr als 10 mm Breite hergestellt. Als Sonderausführung zum Einbau in historische Fensterrahmen sind Isoliergläser mit 2 sowie 3 mm dicken Scheiben und einem Zwischenraum von nur 4 mm erhältlich, so dass sich eine Breite von insgesamt  8 bzw. 10 mm ergibt. Durch den schmalen Zwischenraum erhöht sich aber die Scherbelastung des Randverbunds durch die thermische Ausdehnung der Gläser, wenn eine der Scheiben stärker erhitzt wird, als die andere, beispielsweise durch Sonneneinstrahlung an der Südseite des Hauses. Eine Alternative (vor allem für einfach verglaste Fenster) bietet Vakuum-Isolierglas, das bei einer Scheibenstärke von 6,7 mm den sehr niedrigen Ug Wert von 0,7 aufweist. Allerdings müssen hier die beiden 3 mm Scheiben im evakuierten Scheibenzwischenraum mit gläsernen Abstandshaltern auseinandergehalten werden.
Isolierglasscheiben haben bei der kleinstmöglichen Scheibenstärke von 3 mm mindestens das doppelte Gewicht der historischen Scheiben (3 mm starkes Glas wiegt ca. 7,5 kg/m², Zweischeiben-Isolierglas wiegt mindestens etwa 15,5 kg/m², mit Schallschutzwirkung mindestens ca. 18 kg/m²). Das historische Material und die Konstruktionsweise historischer Fenster ist für ein solches Gewicht und einen solchen Eingriff nicht konzipiert. Zur Stabilisierung des geschwächten Rahmens werden oft die ursprünglich unverleimten Eckverbindungen der Flügelrahmen verleimt, was eine zukünftige Reparatur des Fensterrahmens schwieriger macht. Da die ursprünglich bestehende Reparaturfähigkeit historischer Fenster nach einem solchen Eingriff nicht mehr gegeben ist, steht diese Sanierungsmethode nicht im Einklang mit dem Grundsatz von Substanzerhaltung und Reversibilität und kommt nicht für Fensterbestände in Frage, die unter Denkmalschutz stehen.

## Fenstersanierung und Energieeinsparverordnung

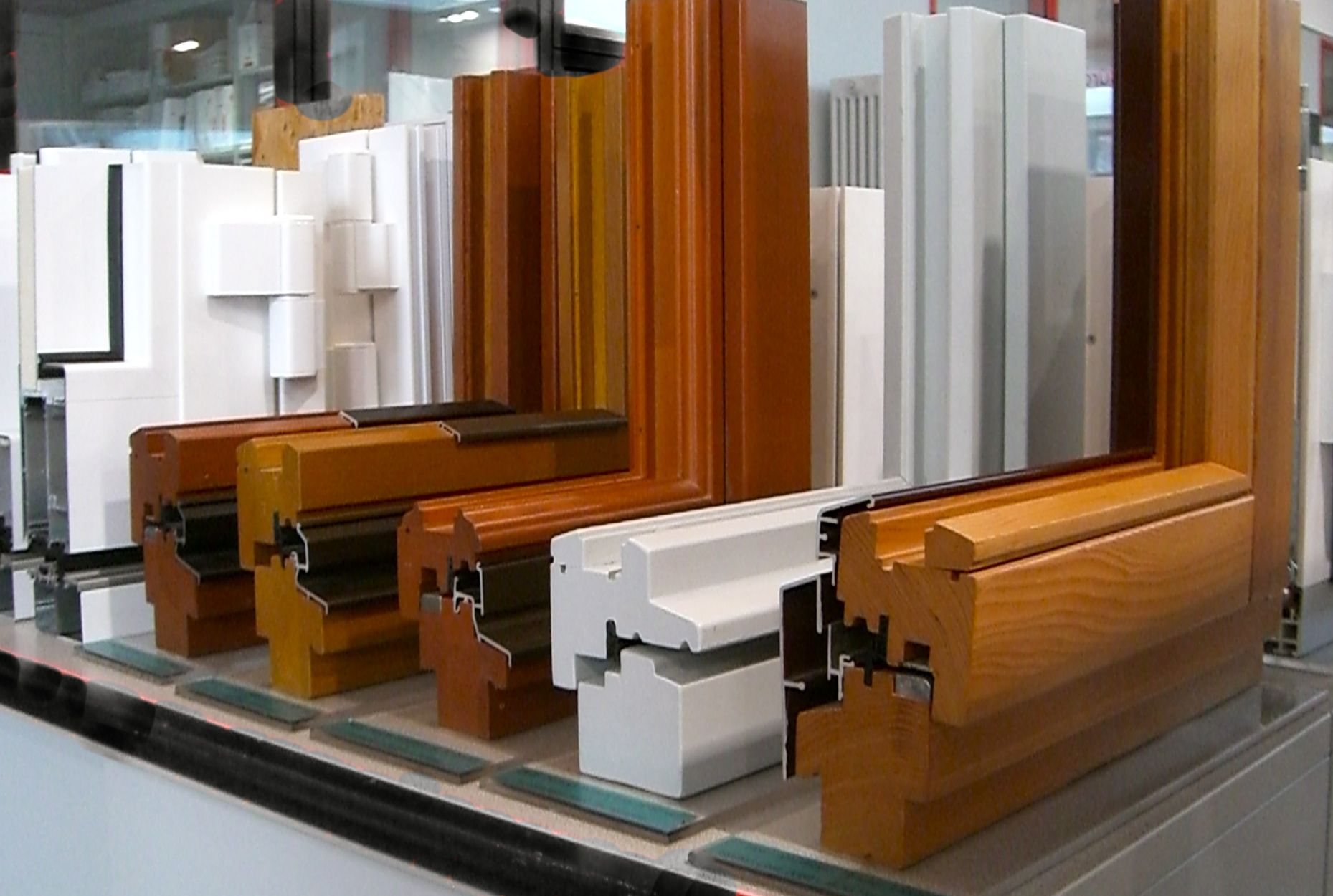
Muster für die Fenstersanierung im industriellen Maßstab.

Laut Energieeinsparverordnung kann nicht nur für Baudenkmäler, sondern auch für „besonders erhaltenswerte Bausubstanz“ eine Ausnahmeregelung gemäß § 24 EnEV (Ausnahmen) in Anspruch genommen werden: „(1) Soweit bei Baudenkmälern oder sonstiger besonders erhaltenswerter Bausubstanz die Erfüllung der Anforderungen dieser Verordnung die Substanz oder das Erscheinungsbild beeinträchtigen oder andere Maßnahmen zu einem unverhältnismäßig hohen Aufwand führen, kann von den Anforderungen dieser Verordnung abgewichen werden.“ Gemäß § 25 EnEV (Befreiungen) sind in der Altbausanierung Befreiungen von der EnEV aufgrund der Unwirtschaftlichkeit der Maßnahmen möglich: „(1) Die nach Landesrecht zuständigen Behörden haben auf Antrag von den Anforderungen dieser Verordnung zu befreien, soweit die Anforderungen im Einzelfall wegen besonderer Umstände durch einen unangemessenen Aufwand oder in sonstiger Weise zu einer unbilligen Härte führen. Eine unbillige Härte liegt insbesondere vor, wenn die erforderlichen Aufwendungen innerhalb der üblichen Nutzungsdauer, bei Anforderungen an bestehende Gebäude innerhalb angemessener Frist durch die eintretenden Einsparungen nicht erwirtschaftet werden können.“ § 5 Energieeinsparungsgesetz (EnEG) beinhaltet die Gesetzesgrundlage der Befreiung gemäß § 25 EnEV.